# Hiéroglyphe égyptien P9
Le hiéroglyphe égyptien P9 (gouvernail et vipère) est classifié dans la section P « Bateaux et parties de bateaux » de la liste de Gardiner ; il y est noté P9.

## Représentation
Il représente la combinaison en monogramme d'un aviron de gouverne P8 et d'une vipère à corne (Cerastes cerastes) I9).
Il est translittéré ḫrw.fy.  

## Utilisation
| P9 | / | x · r | P8 | f · y |

| P9 | / | x · r | P8 | f · y |

| et « vipère » I9 pronom suffixe de la troisième personne du masculin singulier f. |

| x · r | P8 |

| x · r | P8 |